# Mabi de Almeida
Álvaro "Mabi" de Almeida (Benguela, 12 de outubro de 1963 – Huambo, 6 de junho de 2010) foi um treinador de futebol angolano.
Entre 2001 e 2009, trabalhou na Seleção Angolana, como treinador da categoria Sub-20 (2001 a 2006), auxiliar-técnico (2006 a 2008) e técnico do time principal entre 2008 e 2009, substituindo Luís Oliveira Gonçalves. Em clubes, treinou somente o Recreativo da Caála em 2010.
Uma crise de hipertensão levou Mabi a ser internado no Hospital Militar de Huambo, onde viria a falecer em 6 de junho de 2010, com apenas 46 anos de idade.